# 繆斌工作

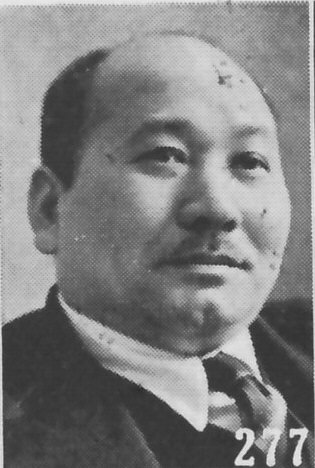
繆斌 (1940年前後)

繆斌工作（みょうひんこうさく）とは、日中戦争末期の1945年（昭和20年、民国34年）3月から4月にかけておこなわれた、汪兆銘政権の要人繆斌（みょうひん、ぼくひん）による日中戦争の和平工作である。日本側の反対で工作は失敗に終わった。佐藤と言う偽名を使って来日していたので佐藤事件とも呼ばれた。

## 経緯
対日協力政権である南京国民政府（汪兆銘政権）で立法院副院長の職にあった繆斌は、1943年（昭和18年、民国32年）8月から、蔣介石の重慶国民政府の軍統（軍事委員会調査統計局）の幹部や軍政部長の何応欽と連絡を取り合っている。彼は重慶政府の要人と連絡を取り合っていたことで南京政府より監禁されたことがあり、釈放後は逼塞していた。1945年3月、繆は蔣介石政権の密命を受けたとして訪日し、南京国民政府の解消と交換に日本軍の中国撤退や満州国の認知などを条件とする日中の単独和平交渉を日本の小磯内閣に提案した。対米英戦争（太平洋戦争）において敗色濃厚となった日本では、連日の激しい本土空襲に苦しんでおり、繆斌の示した和平条件はかなりの好条件であった。また日本の対米英開戦のそもそもの原因が中国問題にあったことから、この工作は対米英戦の和平につながりうるものとして期待された。

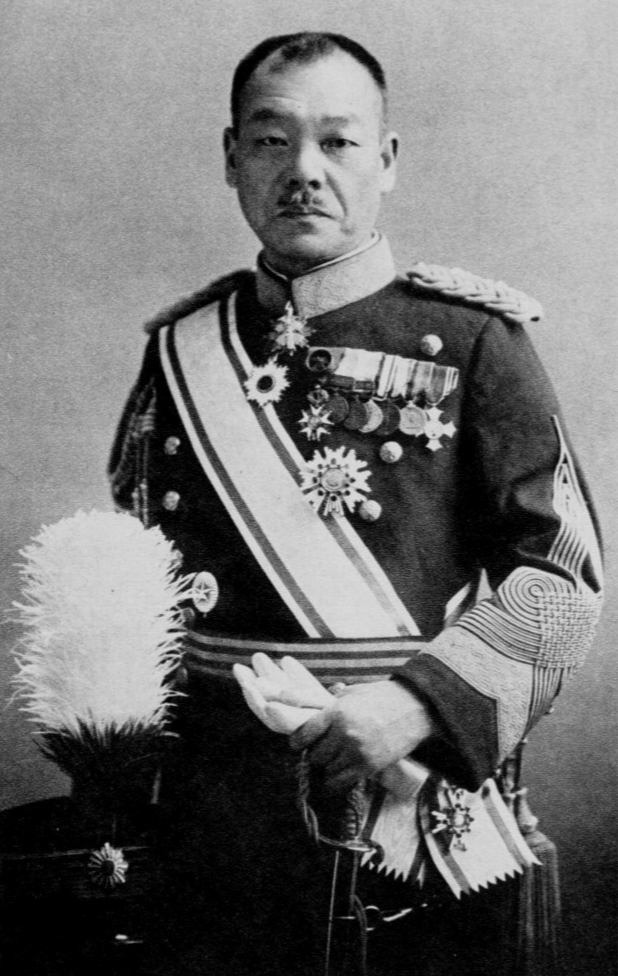
小磯國昭

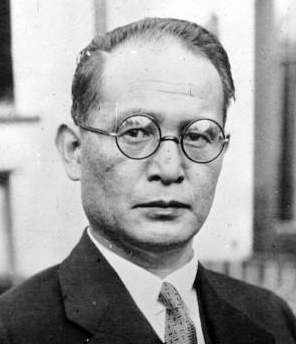
重光葵

この交渉を主導したのは小磯國昭内閣総理大臣や情報局総裁の緒方竹虎国務大臣らであり、天皇に近い東久邇宮稔彦王もこの和平工作に賛成していた。3月21日、小磯は繆斌を最高戦争指導会議に招致することを閣僚に提案し、当初はこの和平工作に陸海軍首脳も賛成の意向であった。ところが、重光葵外務大臣はこの工作に猛反対であり、内大臣の木戸幸一も重光を支持した。重光外相は、非正規の外交ルートによる外交交渉に反対という原則論に加え、和平工作そのものにも激しい批判を加えた。重光によれば、繆は「繆斌に蔣介石との繋がりはなく、日本の機密情報を持ち帰ってそれを手土産に蔣介石に寝返ろうとしているだけの和平ブローカー」として、それを示す情報を陸海軍首脳に提示した。重光の反対を受けて、杉山元陸相と米内光政海相も見解を変更し、繆を通じての和平工作に反対した。参謀総長の梅津美治郎も反対の意向を示した。
小磯首相はあくまで交渉の続行にこだわり、陸海外の3大臣が反対するなか、4月2日に昭和天皇に繆を引き留めることを上奏した。しかしこれがかえって天皇の不興と不信を買った。昭和天皇の見解は「繆斌は汪精衛（汪兆銘）を見捨てた男である。元来重慶工作は南京政府に一任しているのだから日本が直接乗り出すのは不信な行為であるし、いやしくも一国の首相ともある者が蔣介石の親書も持って居ない一介の男である繆斌如き者の力によって日支全面和平を図ろうと考えるのは、頗る見識の無い事である。たとえ成功しても国際信義を失うし、失敗すれば物笑いとなる」というものであった。4月3日、天皇は繆斌の帰国を小磯に指示、この工作の失敗を受けて、小磯内閣の不統一が露呈し、小磯首相は退陣するにいたった。
繆がはたして蔣介石の密命を本当に帯びていたのかについては今日に至るまでさまざまな議論がある。当時から和平ブローカー説、謀略説もある一方で、真に密使である可能性を主張する意見もあった。たとえば彼が「私が東京に滞在中は、東京空襲はおこなわれないはずでしょう」という奇妙な発言を日本滞在中にしていたことを評論家・作家の戸川猪佐武らが指摘している。事実、彼の滞在期間中に東京への空襲は行われなかったという。また、戦後、頭山満の腹心だった南部圭助は蔣介石に対し、繆斌工作が蔣自身の指示で行なわれたことを直接確認したとしており、繆斌の長男である繆中もこの工作が正式な和平工作であったと証言している。そうであれば、この工作は、日本の第二次世界大戦における和平工作のなかでも最も実現可能性の高い一つだったという見方も可能である。ただし、真相はどうであれ、上記の結果からすれば、繆斌の身分や資格・権限について、繆斌本人や小磯・緒方は、昭和天皇や重光ら反対派を納得させるだけのものを提示し得なかったことも確かである。

## 繆斌処刑の意味
日本敗戦後、中国では日本軍民に対する戦犯裁判とは別に、中国人の「漢奸（民族の裏切り者、売国奴）」を摘発して「漢奸裁判」を行い、汪兆銘政権の要人はその多くが銃殺刑に処せられた。繆斌もまた、軍統により逮捕されている。繆は獄中で『私の対日工作（原題「我的対日工作」）』を執筆して弁明しているが、1946年4月3日より江蘇高等法院で審理が開始され、わずか5日後の8日に敵国通謀の罪（いわゆる「漢奸」の罪）で石美瑜裁判長により死刑判決が言い渡されている。処刑は同年5月21日のことであり、「漢奸1号」としての死刑であった。判決から死刑執行までのスピードの不自然なまでの速さについては、単なる「漢奸」としての処断以外にも目的があったのではないかという見方がある。たとえば歴史学者劉傑や伝記作家鄭仁佳は、東京裁判において繆が和平工作の証人として呼ばれる動きを事前に察知した蔣介石による「口封じ」だったのではないかと推論している。繆斌工作が明るみに出れば、蔣介石がカイロ会談で徹底した対日抗戦を主張しながら、その裏で日本との和平を目論んだことが露見し、自身の政治的立場が危うくなるわけである。この推論が正しいとすれば、繆を通じての和平は蔣介石の真意だったことになる。